# Gill Swerts
Gill Toby Todor Swerts (Brasschaat, 23 september 1982) is een Belgisch voetbalcoach en voormalig voetballer die bij voorkeur als verdediger speelde. Na zijn spelerscarrière werd hij trainer van beloftenteams. Sinds augustus 2023 heeft hij de U21 van de Rode Duivels onder zijn hoede. Swerts speelde 17 keer voor het Belgisch voetbalelftal.

## Clubcarrière
Swerts doorliep de opleiding van Feyenoord, dat hem in 2001 bij satellietclub Excelsior stalde. Swerts speelde twee seizoenen bij Excelsior, waar hij in totaal 63 wedstrijden speelde (7 doelpunten). In het seizoen 2003/04 kwam hij voor het eerst voor Feyenoord uit, 17 keer droeg de Belg het rood/wit. Omdat hij geen zekerheid had dat hij regelmatig zou spelen vertrok hij in 2004 naar ADO Den Haag, waar hij 33 wedstrijden in de defensie stond en één doelpunt maakte.
Sinds 2005 speelde Swerts bij Vitesse, waar hij een contract had tot de zomer van 2008. Hij werd hier door trainer Edward Sturing vreemd genoeg op de linksback positie geposteerd, om de hart-problemen van Michael Jansen op te vangen. De rechtspoot Swerts deed dat echter zo goed, dat hij door de Vitesse-supporters als 3de eindigde in de verkiezing van Speler van het Jaar 2005-2006.

Zijn goede spel, en vooral zijn grote werklust, viel ook op bij de Belgische Bondscoach René Vandereycken en op 1 maart 2006 mocht Gill Swerts zijn debuut maken voor de Rode Duivels en dit in de wedstrijd tegen Luxemburg. Omdat dat de bondscoach een speler te veel wisselde werd deze wedstrijd niet als officiële wedstrijd erkend door de UEFA. Officieel maakte Swerts zijn debuut op 20 mei in en tegen Slowakije.
Sinds mei 2006 heeft Gill samen met zijn vriendin een dochter. Op 11 september 2006 onderging Gill een meniscusoperatie in Rotterdam. Chirurg Heijboer maakte het gewricht van de linkerknie schoon. Hij zou dit seizoen hierdoor amper nog in actie komen.
Swerts speelde vervolgens gedurende het seizoen 2007/08 nog 34 wedstrijden voor Vitesse, om in mei 2008 uiteindelijk transfervrij over te stappen naar AZ, dat sinds het vertrek van Grétar Steinsson al een half jaar zonder geschikte rechtsback zit. Ook Club Brugge had naar de diensten van Swerts gehengeld.
Op 4 januari 2011 kwam naar buiten dat Gill Swerts in gesprek was met Feyenoord om te praten over een terugkeer. Uiteindelijk werd de overeenkomst met Feyenoord een dag later definitief. Hij bleef de tweede seizoenshelft van 2010/11 onder contract bij AZ, dat hem voor een half seizoen verhuurde aan de Rotterdammers. Voor het daaropvolgende seizoen 2011/12 kreeg Swerts een eenjarig contract bij Feyenoord, dat niet verlengd werd. Van 2013 tot 2015 speelde Swerts voor NAC Breda.
Hij tekende in juni 2015 een contract tot medio 2017 bij Notts County, echter werd zijn contract begin 2016 ontbonden door gebrek aan speeltijd. In oktober 2016 ging Swerts voor RFC Seraing in de Eerste klasse amateurs spelen. In Januari 2018 stapte Swerts over naar KFC Lille. In juli 2019 stopte Swerts met voetballen.

## Clubstatistieken[6]
| Seizoen                        | Club                           | Land                           | Competitie             | Duels | Doelp. |
| ------------------------------ | ------------------------------ | ------------------------------ | ---------------------- | ----- | ------ |
| 2001/02                        | Excelsior (huur)               | Nederland                      | Eerste Divisie         | 30    | 6      |
| 2002/03                        | Excelsior (huur)               | Nederland                      | Eredivisie             | 33    | 1      |
| 2003/04                        | Feyenoord                      | Nederland                      | Eredivisie             | 17    | 0      |
| 2004/05                        | ADO Den Haag (huur)            | Nederland                      | Eredivisie             | 33    | 1      |
| 2005/06                        | Vitesse                        | Nederland                      | Eredivisie             | 30    | 2      |
| 2006/07                        | Vitesse                        | Nederland                      | Eredivisie             | 2     | 0      |
| 2007/08                        | Vitesse                        | Nederland                      | Eredivisie             | 34    | 3      |
| 2008/09                        | AZ                             | Nederland                      | Eredivisie             | 27    | 2      |
| 2009/10                        | AZ                             | Nederland                      | Eredivisie             | 17    | 0      |
| 2010/11                        | AZ                             | Nederland                      | Eredivisie             | 1     | 0      |
| 2010/11                        | Feyenoord                      | Nederland                      | Eredivisie             | 10    | 1      |
| 2011/12                        | Feyenoord                      | Nederland                      | Eredivisie             | 4     | 1      |
| 2012/13                        | SønderjyskE                    | Denemarken                     | SAS Ligaen             | 14    | 0      |
| 2013/14                        | NAC Breda                      | Nederland                      | Eredivisie             | 15    | 0      |
| 2014/15                        | NAC Breda                      | Nederland                      | Eredivisie             | 16    | 0      |
| 2015/16                        | Notts County                   | Engeland                       | League Two             | 12    | 0      |
| 2016/17                        | RFC Seraing                    | België                         | Eerste klasse amateurs | 20    | 0      |
| Bijgewerkt op 20 februari 2023 | Bijgewerkt op 20 februari 2023 | Bijgewerkt op 20 februari 2023 | Totaal                 | 315   | 17     |

## Interlandcarrière
Op 1 maart 2006 debuteerde hij samen met Thomas Vermaelen op 23-jarige leeftijd voor de Rode Duivels in een vriendschappelijke duel tegen Luxemburg. Hij stond meteen in de basis en werd aan de rust vervangen Anthony Vanden Borre. Op 1 april 2009 scoorde hij zijn enige goal voor de Rode Duivels, dit in een wedstrijd tegen Bosnië en Herzegovina, een kwalificatiewedstrijd voor het WK 2010 in Zuid-Afrika. De flankverdediger werd 27 keer geselecteerd voor de nationale ploeg en verzamelde daarin 17 caps. Hij werd voor het laatst opgeroepen op 14 november 2009.

## Interlands
| Interlands van Gill Swerts | Interlands van Gill Swerts | Interlands van Gill Swerts     | Interlands van Gill Swerts | Interlands van Gill Swerts | Interlands van Gill Swerts |
| Nr.                        | Datum                      | Wedstrijd                      | Uitslag                    | Soort Wedstrijd            | Doelpunten                 |
| Als speler van SBV Vitesse | Als speler van SBV Vitesse | Als speler van SBV Vitesse     | Als speler van SBV Vitesse | Als speler van SBV Vitesse | Als speler van SBV Vitesse |
| -------------------------- | -------------------------- | ------------------------------ | -------------------------- | -------------------------- | -------------------------- |
| 1.                         | 1 maart 2006               | Luxemburg – België             | 0 – 2                      | Vriendschappelijk          | -                          |
| 2.                         | 20 mei 2006                | Slowakije – België             | 1 – 1                      | Vriendschappelijk          | -                          |
| 3.                         | 24 mei 2006                | Turkije – België               | 3 – 3                      | Vriendschappelijk          | -                          |
| 4.                         | 17 oktober 2007            | België – Armenië               | 3 – 0                      | EK kwalificatie 2008       | -                          |
| 5.                         | 21 november 2007           | Azerbeidzjan – België          | 0 – 1                      | EK kwalificatie 2008       | -                          |
| 6.                         | 26 maart 2008              | België Marokko                 | 1 – 4                      | Vriendschappelijk          | -                          |
| 7.                         | 30 mei 2008                | Italië – België                | 3 – 1                      | Vriendschappelijk          | -                          |
| Als speler van AZ          |                            |                                |                            |                            |                            |
| 8.                         | 20 augustus 2008           | Duitsland – België             | 2 – 0                      | Vriendschappelijk          | -                          |
| 9.                         | 10 september 2008          | Turkije - België               | 1 - 1                      | WK kwalificatie 2010       | -                          |
| 10.                        | 11 februari 2009           | België – Slovenië              | 2 – 0                      | Vriendschappelijk          | -                          |
| 11.                        | 28 maart 2009              | België - Bosnië en Herzegovina | 2 - 4                      | WK kwalificatie 2010       | -                          |
| 12.                        | 1 april 2009               | Bosnië en Herzegovina – België | 2 – 1                      | WK kwalificatie 2010       | 88'                        |
| 13.                        | 29 mei 2009                | België – Chili                 | 1 – 1                      | Vriendschappelijk          | -                          |
| 14                         | 31 mei 2009                | Japan – België                 | 4 – 0                      | Vriendschappelijk          | -                          |
| 15.                        | 9 september 2009           | Armenië – België               | 2 – 1                      | WK kwalificatie 2010       | -                          |
| 16.                        | 10 oktober 2009            | België – Turkije               | 2 – 0                      | WK kwalificatie 2010       | -                          |
| 17.                        | 14 oktober 2009            | Estland – België               | 2 – 0                      | WK kwalificatie 2010       | -                          |
| Totaal                     | Totaal                     | Totaal                         | Totaal                     | Totaal                     | 1                          |

Bijgewerkt t/m 14 oktober 2009

## Trainerscarrière
Swerts ging in 2018 aan de slag als jeugdtrainer bij Antwerp FC, waar hij de U16 toegewezen kreeg. In zijn debuutseizoen veroverde Swerts, toen ook nog actief als speler van KFC Lille, meteen een kampioenstitel bij de Elite 2. Een jaar later schoof hij door naar de beloften, waar hij de Portugees Luis Norton de Matos opvolgde. Vanaf het seizoen 2022/23 trad hij met de beloften van Antwerp aan in Eerste nationale. Onder leiding van Swerts eindigden de Young Reds zeventiende op twintig clubs, waardoor er barragewedstrijden tegen La Louvière Centre en Jong Cercle nodig waren om het behoud te verzekeren.
Op 28 augustus 2023 kondigde de KBVB aan dat Swerts de bondscoach van de Belgische nationale beloften was.

## Erelijst
AZ Alkmaar
- Kampioen van Nederland

2009
- Johan Cruijff Schaal

2009

## Persoonlijk
Zijn moeder was zwemster en zijn vader, die uit Congo kwam, was ook voetballer geweest. Zijn broer was professioneel kickbokser.